# Reto Delnon
Reto Delnon, né le 1er mai 1924 à Samedan et mort le 6 novembre 1983 à Fribourg, est un joueur et entraîneur suisse de hockey sur glace.
En tant que joueur, il fut champion d'Europe en 1950 avec la Suisse. En janvier 1962, il s’est vu retirer son poste d’entraineur de l’équipe de Suisse en raison de son appartenance au Parti suisse du travail.
Il est le frère des internationaux de hockey sur glace helvétiques Othmar et Hugo Delnon.

## Biographie
Reto Delnon évoluait à la position d’attaquant. Après des débuts à Samedan puis à Saint-Moritz, Reto Delnon a évolué pour Montchoisi Lausanne, Young Sprinters, le HC La Chaux-de-Fonds, Servette puis à nouveau le HC La Chaux-de-Fonds (en tant que joueur, entraîneur puis président) et enfin Fribourg-Gottéron (entraîneur).
Entre 1945 et 1954, il a porté à 74 reprises le maillot de l’équipe nationale, participant à la conquête de la médaille de bronze mondiale (médaille d’or européenne) à Londres en 1950.
Fin décembre 1961, Reto Delnon est nommé à la tête de l’équipe de Suisse en remplacement de Beat Rüedi. Il est néanmoins démis de son poste deux semaines plus tard en raison de son appartenance au Parti suisse du travail dans un contexte fortement anticommuniste. Ernst Wenger le remplace alors. Cette décision de la LSHG fut fortement critiquée par la presse romande en raison du non-respect par la LSHG du principe de neutralité politique prévu par ses statuts.

## Référence
1. ↑  « L’ "éviction politique" de Reto Delnon soulève une vague d’indignation dans les journaux romands. », Gazette de Lausanne,‎ 18 janvier 1962, p. 5 (lire en ligne)